# Incontri ufficiali della nazionale maschile di calcio dell'Italia dal 1910 al 1970
Questa è la cronologia completa delle partite della nazionale di calcio dell'Italia dal 1910 al 1970.

## Partite dal 1910 al 1920
| Cronologia completa degli incontri della nazionale ― Italia | Cronologia completa degli incontri della nazionale ― Italia | Cronologia completa degli incontri della nazionale ― Italia | Cronologia completa degli incontri della nazionale ― Italia | Cronologia completa degli incontri della nazionale ― Italia | Cronologia completa degli incontri della nazionale ― Italia | Cronologia completa degli incontri della nazionale ― Italia      | Cronologia completa degli incontri della nazionale ― Italia |
| Data                                                        | Città                                                       | In casa                                                     | Risultato                                                   | Ospiti                                                      | Competizione                                                | Reti                                                             | Note                                                        |
| ----------------------------------------------------------- | ----------------------------------------------------------- | ----------------------------------------------------------- | ----------------------------------------------------------- | ----------------------------------------------------------- | ----------------------------------------------------------- | ---------------------------------------------------------------- | ----------------------------------------------------------- |
| 15/05/1910                                                  | Milano                                                      | Italia                                                      | 6 – 2                                                       | Francia                                                     | Amichevole                                                  | 3 Pietro Lana Enrico Debernardi Virgilio Fossati Giuseppe Rizzi  | All:U. Meazza e altri Cap:F. Calì                           |
| 26/05/1910                                                  | Budapest                                                    | Ungheria                                                    | 6 – 1                                                       | Italia                                                      | Amichevole                                                  | Giuseppe Rizzi                                                   | All:U. Meazza e altri Cap:F. Calì                           |
| 06/01/1911                                                  | Milano                                                      | Italia                                                      | 0 – 1                                                       | Ungheria                                                    | Amichevole                                                  | -                                                                | All:U. Meazza e altri Cap:G. Milano                         |
| 09/04/1911                                                  | Saint-Ouen                                                  | Francia                                                     | 2 – 2                                                       | Italia                                                      | Amichevole                                                  | Arturo Boiocchi Carlo Rampini                                    | All:U. Meazza e altri Cap:G. Milano                         |
| 07/05/1911                                                  | Milano                                                      | Italia                                                      | 2 – 2                                                       | Svizzera                                                    | Amichevole                                                  | Arturo Boiocchi Gustavo Carrer                                   | All:U. Meazza e altri Cap:G. Milano                         |
| 21/05/1911                                                  | La Chaux-de-Fonds                                           | Svizzera                                                    | 3 – 0                                                       | Italia                                                      | Amichevole                                                  | -                                                                | All:U. Meazza e altri Cap:G. Milano                         |
| 17/03/1912                                                  | Torino                                                      | Italia                                                      | 3 – 4                                                       | Francia                                                     | Amichevole                                                  | 2 Carlo Rampini Aldo Cevenini                                    | All:U. Meazza e altri Cap:G. Milano                         |
| 29/06/1912                                                  | Stoccolma                                                   | Finlandia                                                   | 3 – 2 dts                                                   | Italia                                                      | Olimpiadi 1912                                              | Franco Bontadini Enrico Sardi                                    | All:V. Pozzo Cap:G. Milano                                  |
| 01/07/1912                                                  | Solna                                                       | Svezia                                                      | 0 – 1                                                       | Italia                                                      | Olimpiadi 1912                                              | Franco Bontadini                                                 | All:V. Pozzo Cap:G. Milano                                  |
| 03/07/1912                                                  | Stoccolma                                                   | Austria                                                     | 5 – 1                                                       | Italia                                                      | Olimpiadi 1912                                              | Felice Berardo                                                   | All:V. Pozzo Cap:G. Milano                                  |
| 22/12/1912                                                  | Genova                                                      | Italia                                                      | 1 – 3                                                       | Austria                                                     | Amichevole                                                  | Enrico Sardi                                                     | All:U. Meazza e altri Cap:V. Fossati                        |
| 12/01/1913                                                  | Saint-Ouen                                                  | Francia                                                     | 1 – 0                                                       | Italia                                                      | Amichevole                                                  | -                                                                | All:U. Meazza e altri Cap:V. Fossati                        |
| 01/05/1913                                                  | Torino                                                      | Italia                                                      | 1 – 0                                                       | Belgio                                                      | Amichevole                                                  | Guido Ara                                                        | All:U. Meazza e altri Cap:G. Milano                         |
| 15/06/1913                                                  | Vienna                                                      | Austria                                                     | 2 – 0                                                       | Italia                                                      | Amichevole                                                  | -                                                                | All:U. Meazza e altri Cap:G. Milano                         |
| 11/01/1914                                                  | Milano                                                      | Italia                                                      | 0 – 0                                                       | Austria                                                     | Amichevole                                                  | -                                                                | All:U. Meazza e altri Cap:V. Fossati                        |
| 29/03/1914                                                  | Torino                                                      | Italia                                                      | 2 – 0                                                       | Francia                                                     | Amichevole                                                  | Felice Berardo Aldo Cevenini                                     | All:U. Meazza e altri Cap:V. Fossati                        |
| 05/04/1914                                                  | Genova                                                      | Italia                                                      | 1 – 1                                                       | Svizzera                                                    | Amichevole                                                  | Angelo Mattea                                                    | All:U. Meazza e altri Cap:V. Fossati                        |
| 17/05/1914                                                  | Berna                                                       | Svizzera                                                    | 0 – 1                                                       | Italia                                                      | Amichevole                                                  | Luigi Barbesino                                                  | All:U. Meazza e altri Cap:G. Milano                         |
| 31/01/1915                                                  | Torino                                                      | Italia                                                      | 3 – 1                                                       | Svizzera                                                    | Amichevole                                                  | 2 Aldo Cevenini Luigi Cevenini                                   | All:V. Resegotti e altri Cap:V. Fossati                     |
| 18/01/1920                                                  | Milano                                                      | Italia                                                      | 9 – 4                                                       | Francia                                                     | Amichevole                                                  | 3 Ermanno Aebi 3 Guglielmo Brezzi 2 Luigi Cevenini Carlo Carcano | All:V. Resegotti e altri Cap:R. De Vecchi                   |
| 28/03/1920                                                  | Berna                                                       | Svizzera                                                    | 3 – 0                                                       | Italia                                                      | Amichevole                                                  | -                                                                | All:G. Milano e altri Cap:R. De Vecchi                      |
| 13/05/1920                                                  | Genova                                                      | Italia                                                      | 1 – 1                                                       | Paesi Bassi                                                 | Amichevole                                                  | Enrico Sardi                                                     | All:G. Milano e altri Cap:R. De Vecchi                      |
| 28/08/1920                                                  | Gand                                                        | Egitto                                                      | 1 – 2                                                       | Italia                                                      | Olimpiadi 1920                                              | Adolfo Baloncieri Guglielmo Brezzi                               | All:G. Milano e altri Cap:R. De Vecchi                      |
| 29/08/1920                                                  | Anversa                                                     | Francia                                                     | 3 – 1                                                       | Italia                                                      | Olimpiadi 1920                                              | Guglielmo Brezzi                                                 | All:G. Milano e altri Cap:R. De Vecchi                      |
| 31/08/1920                                                  | Anversa                                                     | Norvegia                                                    | 1 – 2 dts                                                   | Italia                                                      | Olimpiadi 1920                                              | Emilio Badini Enrico Sardi                                       | All:G. Milano e altri Cap:P. Campelli                       |
| 02/09/1920                                                  | Anversa                                                     | Spagna                                                      | 2 – 0                                                       | Italia                                                      | Olimpiadi 1920                                              | -                                                                | All:G. Milano e altri Cap:R. De Vecchi                      |
| Totale                                                      |                                                             | Presenze                                                    | 26                                                          |                                                             | Reti                                                        | 42                                                               |                                                             |

## Partite dal 1921 al 1930
| Cronologia completa degli incontri della nazionale ― Italia | Cronologia completa degli incontri della nazionale ― Italia | Cronologia completa degli incontri della nazionale ― Italia | Cronologia completa degli incontri della nazionale ― Italia | Cronologia completa degli incontri della nazionale ― Italia | Cronologia completa degli incontri della nazionale ― Italia | Cronologia completa degli incontri della nazionale ― Italia                                                  | Cronologia completa degli incontri della nazionale ― Italia |
| Data                                                        | Città                                                       | In casa                                                     | Risultato                                                   | Ospiti                                                      | Competizione                                                | Reti | Note                                                        |
| ----------------------------------------------------------- | ----------------------------------------------------------- | ----------------------------------------------------------- | ----------------------------------------------------------- | ----------------------------------------------------------- | ----------------------------------------------------------- | --- | ----------------------------------------------------------- |
| 20/02/1921                                                  | Marsiglia                                                   | Francia                                                     | 1 – 2                                                       | Italia                                                      | Amichevole                                                  | Luigi Cevenini Aristodemo Santamaria                                                                         | All:Comm.Tecn.Figc Cap:R. De Vecchi                         |
| 06/03/1921                                                  | Milano                                                      | Italia                                                      | 2 – 1                                                       | Svizzera                                                    | Amichevole                                                  | Luigi Cevenini Enrico Migliavacca                                                                            | All:Comm.Tecn.Figc Cap:R. De Vecchi                         |
| 05/05/1921                                                  | Anversa                                                     | Belgio                                                      | 2 – 3                                                       | Italia                                                      | Amichevole                                                  | Pio Ferraris Giuseppe Forlivesi Enrico Migliavacca                                                           | All:Comm.Tecn.Figc Cap:R. De Vecchi                         |
| 08/05/1921                                                  | Amsterdam                                                   | Paesi Bassi                                                 | 2 – 2                                                       | Italia                                                      | Amichevole                                                  | Luigi Cevenini Giuseppe Forlivesi                                                                            | All:Comm.Tecn.Figc Cap:R. De Vecchi                         |
| 06/11/1921                                                  | Ginevra                                                     | Svizzera                                                    | 1 – 1                                                       | Italia                                                      | Amichevole                                                  | Giovanni Moscardini                                                                                          | All:A. Cevenini e altri Cap:A. Santamaria                   |
| 15/01/1922                                                  | Milano                                                      | Italia                                                      | 3 – 3                                                       | Austria                                                     | Amichevole                                                  | 2 Giovanni Moscardini Aristodemo Santamaria                                                                  | All:Comm.Tecn.Figc Cap:R. De Vecchi                         |
| 26/02/1922                                                  | Torino                                                      | Italia                                                      | 1 – 1                                                       | Cecoslovacchia                                              | Amichevole                                                  | Adolfo Baloncieri                                                                                            | All:Comm.Tecn.Figc Cap:R. De Vecchi                         |
| 21/05/1922                                                  | Milano                                                      | Italia                                                      | 4 – 2                                                       | Belgio                                                      | Amichevole                                                  | 2 Adolfo Baloncieri Luigi Burlando Giovanni Moscardini                                                       | All:Comm.Tecn.Figc Cap:R. De Vecchi                         |
| 03/12/1922                                                  | Bologna                                                     | Italia                                                      | 2 – 2                                                       | Svizzera                                                    | Amichevole                                                  | 2 Luigi Cevenini                                                                                             | All:Comm.Tecn.Figc Cap:R. De Vecchi                         |
| 01/01/1923                                                  | Milano                                                      | Italia                                                      | 3 – 1                                                       | Germania                                                    | Amichevole                                                  | Luigi Cevenini Enrico Migliavacca Aristodemo Santamaria                                                      | All:Comm.Tecn.Figc Cap:R. De Vecchi                         |
| 04/03/1923                                                  | Genova                                                      | Italia                                                      | 0 – 0                                                       | Ungheria                                                    | Amichevole                                                  | - | All:Comm.Tecn.Figc Cap:R. De Vecchi                         |
| 15/04/1923                                                  | Vienna                                                      | Austria                                                     | 0 – 0                                                       | Italia                                                      | Amichevole                                                  | - | All:Comm.Tecn.Figc Cap:R. De Vecchi                         |
| 27/05/1923                                                  | Praga                                                       | Cecoslovacchia                                              | 5 – 1                                                       | Italia                                                      | Amichevole                                                  | Giovanni Moscardini                                                                                          | All:Comm.Tecn.Figc Cap:R. De Vecchi                         |
| 20/01/1924                                                  | Genova                                                      | Italia                                                      | 0 – 4                                                       | Austria                                                     | Amichevole                                                  | - | All:Comm.Tecn.Figc Cap:R. De Vecchi                         |
| 09/03/1924                                                  | Milano                                                      | Italia                                                      | 0 – 0                                                       | Spagna                                                      | Amichevole                                                  | - | All:V. Pozzo Cap:R. De Vecchi                               |
| 06/04/1924                                                  | Budapest                                                    | Ungheria                                                    | 7 – 1                                                       | Italia                                                      | Amichevole                                                  | Luigi Cevenini                                                                                               | All:V. Pozzo Cap:R. De Vecchi                               |
| 25/05/1924                                                  | Colombes                                                    | Italia                                                      | 1 – 0                                                       | Spagna                                                      | Olimpiadi 1924                                              | autorete | All:V. Pozzo Cap:A. Baloncieri                              |
| 29/05/1924                                                  | Vincennes                                                   | Lussemburgo                                                 | 0 – 2                                                       | Italia                                                      | Olimpiadi 1924                                              | Adolfo Baloncieri Giuseppe Della Valle                                                                       | All:V. Pozzo Cap:R. De Vecchi                               |
| 02/06/1924                                                  | Parigi                                                      | Svizzera                                                    | 2 – 1                                                       | Italia                                                      | Olimpiadi 1924                                              | Giuseppe Della Valle                                                                                         | All:V. Pozzo Cap:A. Baloncieri                              |
| 16/11/1924                                                  | Milano                                                      | Italia                                                      | 2 – 2                                                       | Svezia                                                      | Amichevole                                                  | 2 Mario Magnozzi                                                                                             | All:Comm.Tecn.Lega Cap:R. De Vecchi                         |
| 23/11/1924                                                  | Duisburg                                                    | Germania                                                    | 0 – 1                                                       | Italia                                                      | Amichevole                                                  | Antonio Janni                                                                                                | All:Comm.Tecn.Lega Cap:R. De Vecchi                         |
| 18/01/1925                                                  | Milano                                                      | Italia                                                      | 1 – 2                                                       | Ungheria                                                    | Amichevole                                                  | Leopoldo Conti                                                                                               | All:Comm.Tecn.Lega Cap:R. De Vecchi                         |
| 22/03/1925                                                  | Torino                                                      | Italia                                                      | 7 – 0                                                       | Francia                                                     | Amichevole                                                  | 2 Adolfo Baloncieri 2 Virgilio Felice Levratto 2 Giovanni Moscardini Leopoldo Conti                          | All:Comm.Tecn.Lega Cap:R. De Vecchi                         |
| 14/06/1925                                                  | Valencia                                                    | Spagna                                                      | 1 – 0                                                       | Italia                                                      | Amichevole                                                  | - | All:Comm.Tecn.Lega Cap:A. Baloncieri                        |
| 18/06/1925                                                  | Lisbona                                                     | Portogallo                                                  | 1 – 0                                                       | Italia                                                      | Amichevole                                                  | - | All:Comm.Tecn.Lega Cap:A. Baloncieri                        |
| 04/11/1925                                                  | Padova                                                      | Italia                                                      | 2 – 1                                                       | Jugoslavia                                                  | Amichevole                                                  | 2 Angelo Schiavio                                                                                            | All:A. Rangone Cap:L. Cevenini                              |
| 08/11/1925                                                  | Budapest                                                    | Ungheria                                                    | 1 – 1                                                       | Italia                                                      | Amichevole                                                  | Giuseppe Della Valle                                                                                         | All:A. Rangone Cap:L. Cevenini                              |
| 17/01/1926                                                  | Torino                                                      | Italia                                                      | 3 – 1                                                       | Cecoslovacchia                                              | Amichevole                                                  | Leopoldo Conti Giuseppe Della Valle Mario Magnozzi                                                           | All:A. Rangone Cap:L. Cevenini                              |
| 21/03/1926                                                  | Torino                                                      | Italia                                                      | 3 – 0                                                       | Irlanda                                                     | Amichevole                                                  | Adolfo Baloncieri Fulvio Bernardini Mario Magnozzi                                                           | All:A. Rangone Cap:A. Baloncieri                            |
| 18/04/1926                                                  | Zurigo                                                      | Svizzera                                                    | 1 – 1                                                       | Italia                                                      | Amichevole                                                  | Mario Magnozzi                                                                                               | All:A. Rangone Cap:A. Baloncieri                            |
| 09/05/1926                                                  | Milano                                                      | Italia                                                      | 3 – 2                                                       | Svizzera                                                    | Amichevole                                                  | 2 Giuseppe Della Valle Angelo Schiavio                                                                       | All:A. Rangone Cap:U. Caligaris                             |
| 18/07/1926                                                  | Stoccolma                                                   | Svezia                                                      | 5 – 3                                                       | Italia                                                      | Amichevole                                                  | 2 Virgilio Felice Levratto Luigi Cevenini                                                                    | All:A. Rangone Cap:L. Cevenini                              |
| 28/10/1926                                                  | Praga                                                       | Cecoslovacchia                                              | 3 – 1                                                       | Italia                                                      | Amichevole                                                  | Virgilio Felice Levratto                                                                                     | All:A. Rangone Cap:L. Cevenini                              |
| 30/01/1927                                                  | Ginevra                                                     | Svizzera                                                    | 1 – 5                                                       | Italia                                                      | Amichevole                                                  | 3 Adolfo Baloncieri Julio Libonatti Gino Rossetti                                                            | All:A. Rangone Cap:L. Cevenini                              |
| 20/02/1927                                                  | Milano                                                      | Italia                                                      | 2 – 2                                                       | Cecoslovacchia                                              | Amichevole                                                  | Adolfo Baloncieri Julio Libonatti                                                                            | All:A. Rangone Cap:A. Baloncieri                            |
| 17/04/1927                                                  | Torino                                                      | Italia                                                      | 3 – 1                                                       | Portogallo                                                  | Amichevole                                                  | 2 Virgilio Felice Levratto Adolfo Baloncieri                                                                 | All:A. Rangone Cap:A. Baloncieri                            |
| 24/04/1927                                                  | Colombes                                                    | Francia                                                     | 3 – 3                                                       | Italia                                                      | Amichevole                                                  | 2 Julio Libonatti Leopoldo Conti                                                                             | All:A. Rangone Cap:A. Baloncieri                            |
| 29/05/1927                                                  | Bologna                                                     | Italia                                                      | 2 – 0                                                       | Spagna                                                      | Amichevole                                                  | Adolfo Baloncieri autorete                                                                                   | All:A. Rangone Cap:A. Baloncieri                            |
| 23/10/1927                                                  | Praga                                                       | Cecoslovacchia                                              | 2 – 2                                                       | Italia                                                      | Coppa Internazionale                                        | 2 Julio Libonatti                                                                                            | All:A. Rangone Cap:A. Baloncieri                            |
| 06/11/1927                                                  | Bologna                                                     | Italia                                                      | 0 – 1                                                       | Austria                                                     | Coppa Internazionale                                        | - | All:A. Rangone Cap:A. Baloncieri                            |
| 01/01/1928                                                  | Genova                                                      | Italia                                                      | 3 – 2                                                       | Svizzera                                                    | Coppa Internazionale                                        | 2 Julio Libonatti Mario Magnozzi                                                                             | All:A. Rangone Cap:U. Caligaris                             |
| 25/03/1928                                                  | Roma                                                        | Italia                                                      | 4 – 3                                                       | Ungheria                                                    | Coppa Internazionale                                        | 2 Leopoldo Conti Julio Libonatti Gino Rossetti                                                               | All:A. Rangone Cap:A. Baloncieri                            |
| 15/04/1928                                                  | Porto                                                       | Portogallo                                                  | 4 – 1                                                       | Italia                                                      | Amichevole                                                  | Julio Libonatti                                                                                              | All:A. Rangone Cap:A. Baloncieri                            |
| 22/04/1928                                                  | Gijón                                                       | Spagna                                                      | 1 – 1                                                       | Italia                                                      | Amichevole                                                  | Julio Libonatti                                                                                              | All:A. Rangone Cap:A. Baloncieri                            |
| 29/05/1928                                                  | Amsterdam                                                   | Francia                                                     | 3 – 4                                                       | Italia                                                      | Olimpiadi 1928                                              | Adolfo Baloncieri Elvio Banchero Virgilio Felice Levratto Gino Rossetti                                      | All:A. Rangone Cap:A. Baloncieri                            |
| 01/06/1928                                                  | Amsterdam                                                   | Spagna                                                      | 1 – 1 dts                                                   | Italia                                                      | Olimpiadi 1928                                              | Adolfo Baloncieri                                                                                            | All:A. Rangone Cap:A. Baloncieri                            |
| 04/06/1928                                                  | Amsterdam                                                   | Spagna                                                      | 1 – 7                                                       | Italia                                                      | Olimpiadi 1928                                              | 2 Virgilio Felice Levratto Adolfo Baloncieri Fulvio Bernardini Mario Magnozzi Enrico Rivolta Angelo Schiavio | All:A. Rangone Cap:A. Baloncieri                            |
| 07/06/1928                                                  | Amsterdam                                                   | Uruguay                                                     | 3 – 2                                                       | Italia                                                      | Olimpiadi 1928                                              | Adolfo Baloncieri Virgilio Felice Levratto                                                                   | All:A. Rangone Cap:A. Baloncieri                            |
| 09/06/1928                                                  | Amsterdam                                                   | Egitto                                                      | 3 – 11                                                      | Italia                                                      | Olimpiadi 1928 - 3-4 Posto                                  | 3 Elvio Banchero 3 Mario Magnozzi 3 Angelo Schiavio 2 Adolfo Baloncieri                                      | 3º Posto All:A. Rangone Cap:A. Baloncieri                   |
| 14/10/1928                                                  | Zurigo                                                      | Svizzera                                                    | 2 – 3                                                       | Italia                                                      | Coppa Internazionale                                        | 2 Gino Rossetti Adolfo Baloncieri                                                                            | All:C. Carcano Cap:A. Baloncieri                            |
| 11/11/1928                                                  | Roma                                                        | Italia                                                      | 2 – 2                                                       | Austria                                                     | Amichevole                                                  | 2 Leopoldo Conti                                                                                             | All:C. Carcano Cap:A. Baloncieri                            |
| 02/12/1928                                                  | Milano                                                      | Italia                                                      | 3 – 2                                                       | Paesi Bassi                                                 | Amichevole                                                  | 2 Julio Libonatti Adolfo Baloncieri                                                                          | All:C. Carcano Cap:A. Baloncieri                            |
| 03/03/1929                                                  | Bologna                                                     | Italia                                                      | 4 – 2                                                       | Cecoslovacchia                                              | Coppa Internazionale                                        | 3 Gino Rossetti Julio Libonatti                                                                              | All:C. Carcano Cap:V. Rosetta                               |
| 07/04/1929                                                  | Vienna                                                      | Austria                                                     | 3 – 0                                                       | Italia                                                      | Coppa Internazionale                                        | - | All:C. Carcano Cap:U. Caligaris                             |
| 28/04/1929                                                  | Torino                                                      | Italia                                                      | 1 – 2                                                       | Germania                                                    | Amichevole                                                  | Gino Rossetti                                                                                                | All:C. Carcano Cap:L. Cevenini                              |
| 01/12/1929                                                  | Milano                                                      | Italia                                                      | 6 – 1                                                       | Portogallo                                                  | Amichevole                                                  | 2 Marcello Mihalich 2 Raimundo Orsi Adolfo Baloncieri Attila Sallustro                                       | All:V. Pozzo Cap:A. Baloncieri                              |
| 09/02/1930                                                  | Roma                                                        | Italia                                                      | 4 – 2                                                       | Svizzera                                                    | Amichevole                                                  | 2 Giuseppe Meazza Mario Magnozzi Raimundo Orsi                                                               | All:V. Pozzo Cap:U. Caligaris                               |
| 02/03/1930                                                  | Francoforte                                                 | Germania                                                    | 0 – 2                                                       | Italia                                                      | Amichevole                                                  | Adolfo Baloncieri Giuseppe Meazza                                                                            | All:V. Pozzo Cap:A. Baloncieri                              |
| 06/04/1930                                                  | Amsterdam                                                   | Paesi Bassi                                                 | 1 – 1                                                       | Italia                                                      | Amichevole                                                  | Adolfo Baloncieri                                                                                            | All:V. Pozzo Cap:A. Baloncieri                              |
| 11/05/1930                                                  | Budapest                                                    | Ungheria                                                    | 0 – 5                                                       | Italia                                                      | Coppa Internazionale                                        | 3 Giuseppe Meazza Raffaele Costantino Mario Magnozzi                                                         | All:V. Pozzo Cap:A. Baloncieri                              |
| 22/06/1930                                                  | Bologna                                                     | Italia                                                      | 2 – 3                                                       | Spagna                                                      | Amichevole                                                  | 2 Raffaele Costantino                                                                                        | All:V. Pozzo Cap:A. Baloncieri                              |
| Totale                                                      |                                                             | Presenze                                                    | 61                                                          |                                                             | Reti                                                        | 141 |                                                             |

## Partite dal 1931 al 1940
| Cronologia completa degli incontri della nazionale ― Italia | Cronologia completa degli incontri della nazionale ― Italia | Cronologia completa degli incontri della nazionale ― Italia | Cronologia completa degli incontri della nazionale ― Italia | Cronologia completa degli incontri della nazionale ― Italia | Cronologia completa degli incontri della nazionale ― Italia | Cronologia completa degli incontri della nazionale ― Italia                 | Cronologia completa degli incontri della nazionale ― Italia |
| Data                                                        | Città                                                       | In casa                                                     | Risultato                                                   | Ospiti                                                      | Competizione                                                | Reti                                                                        | Note                                                        |
| ----------------------------------------------------------- | ----------------------------------------------------------- | ----------------------------------------------------------- | ----------------------------------------------------------- | ----------------------------------------------------------- | ----------------------------------------------------------- | --------------------------------------------------------------------------- | ----------------------------------------------------------- |
| 25/01/1931                                                  | Bologna                                                     | Italia                                                      | 5 – 0                                                       | Francia                                                     | Amichevole                                                  | 3 Giuseppe Meazza Renato Cattaneo Renato Cesarini                           | All:V. Pozzo Cap:U. Caligaris                               |
| 22/02/1931                                                  | Milano                                                      | Italia                                                      | 2 – 1                                                       | Austria                                                     | Coppa Internazionale                                        | Giuseppe Meazza Raimundo Orsi                                               | All:V. Pozzo Cap:U. Caligaris                               |
| 29/03/1931                                                  | Berna                                                       | Svizzera                                                    | 1 – 1                                                       | Italia                                                      | Coppa Internazionale                                        | Renato Cesarini                                                             | All:V. Pozzo Cap:U. Caligaris                               |
| 12/04/1931                                                  | Porto                                                       | Portogallo                                                  | 0 – 2                                                       | Italia                                                      | Amichevole                                                  | Giovanni Ferrari Raimundo Orsi                                              | All:V. Pozzo Cap:U. Caligaris                               |
| 19/04/1931                                                  | Bilbao                                                      | Spagna                                                      | 0 – 0                                                       | Italia                                                      | Amichevole                                                  | -                                                                           | All:V. Pozzo Cap:U. Caligaris                               |
| 20/05/1931                                                  | Roma                                                        | Italia                                                      | 3 – 0                                                       | Scozia                                                      | Amichevole                                                  | Raffaele Costantino Giuseppe Meazza Raimundo Orsi                           | All:V. Pozzo Cap:U. Caligaris                               |
| 15/11/1931                                                  | Roma                                                        | Italia                                                      | 2 – 2                                                       | Cecoslovacchia                                              | Coppa Internazionale                                        | Fulvio Bernardini Alfredo Pitto                                             | All:V. Pozzo Cap:G. Combi                                   |
| 13/12/1931                                                  | Torino                                                      | Italia                                                      | 3 – 2                                                       | Ungheria                                                    | Coppa Internazionale                                        | Renato Cesarini Julio Libonatti Raimundo Orsi                               | All:V. Pozzo Cap:V. Rosetta                                 |
| 14/02/1932                                                  | Napoli                                                      | Italia                                                      | 3 – 0                                                       | Svizzera                                                    | Coppa Internazionale                                        | 3 Francesco Fedullo                                                         | All:V. Pozzo Cap:V. Rosetta                                 |
| 20/03/1932                                                  | Vienna                                                      | Austria                                                     | 2 – 1                                                       | Italia                                                      | Coppa Internazionale                                        | Giuseppe Meazza                                                             | All:V. Pozzo Cap:V. Rosetta                                 |
| 10/04/1932                                                  | Colombes                                                    | Francia                                                     | 1 – 2                                                       | Italia                                                      | Amichevole                                                  | Raffaele Costantino Mario Magnozzi                                          | All:V. Pozzo Cap:V. Rosetta                                 |
| 08/05/1932                                                  | Budapest                                                    | Ungheria                                                    | 1 – 1                                                       | Italia                                                      | Coppa Internazionale                                        | Raffaele Costantino                                                         | All:V. Pozzo Cap:V. Rosetta                                 |
| 28/10/1932                                                  | Praga                                                       | Cecoslovacchia                                              | 2 – 1                                                       | Italia                                                      | Coppa Internazionale                                        | Giovanni Ferrari                                                            | All:V. Pozzo Cap:F. Bernardini                              |
| 27/11/1932                                                  | Milano                                                      | Italia                                                      | 4 – 2                                                       | Ungheria                                                    | Amichevole                                                  | 2 Raimundo Orsi Giovanni Ferrari Giuseppe Meazza                            | All:V. Pozzo Cap:M. Gianni                                  |
| 01/01/1933                                                  | Bologna                                                     | Italia                                                      | 3 – 1                                                       | Germania                                                    | Amichevole                                                  | Raffaele Costantino Giuseppe Meazza Angelo Schiavio                         | All:V. Pozzo Cap:A. Schiavio                                |
| 12/02/1933                                                  | Bruxelles                                                   | Belgio                                                      | 2 – 3                                                       | Italia                                                      | Amichevole                                                  | 2 Giuseppe Meazza Raffaele Costantino                                       | All:V. Pozzo Cap:V. Rosetta                                 |
| 02/04/1933                                                  | Ginevra                                                     | Svizzera                                                    | 0 – 3                                                       | Italia                                                      | Coppa Internazionale                                        | 2 Angelo Schiavio Giuseppe Meazza                                           | All:V. Pozzo Cap:U. Caligaris                               |
| 07/05/1933                                                  | Firenze                                                     | Italia                                                      | 2 – 0                                                       | Cecoslovacchia                                              | Coppa Internazionale                                        | Giovanni Ferrari Angelo Schiavio                                            | All:V. Pozzo Cap:U. Caligaris                               |
| 13/05/1933                                                  | Roma                                                        | Italia                                                      | 1 – 1                                                       | Inghilterra                                                 | Amichevole                                                  | Giovanni Ferrari                                                            | All:V. Pozzo Cap:U. Caligaris                               |
| 22/10/1933                                                  | Budapest                                                    | Ungheria                                                    | 0 – 1                                                       | Italia                                                      | Coppa Internazionale                                        | Felice Placido Borel                                                        | All:V. Pozzo Cap:U. Caligaris                               |
| 03/12/1933                                                  | Firenze                                                     | Italia                                                      | 5 – 2                                                       | Svizzera                                                    | Coppa Internazionale                                        | Giovanni Ferrari Giuseppe Meazza Luisito Monti Raimundo Orsi Mario Pizziolo | All:V. Pozzo Cap:U. Caligaris                               |
| 11/02/1934                                                  | Torino                                                      | Italia                                                      | 2 – 4                                                       | Austria                                                     | Coppa Internazionale                                        | 2 Enrico Guaita                                                             | All:V. Pozzo Cap:U. Caligaris                               |
| 25/03/1934                                                  | Milano                                                      | Italia                                                      | 4 – 0                                                       | Grecia                                                      | Qual. Mondiali 1934                                         | 2 Giuseppe Meazza Giovanni Ferrari Anfilogino Guarisi                       | All:V. Pozzo Cap:L. Allemandi                               |
| 27/05/1934                                                  | Roma                                                        | Italia                                                      | 7 – 1                                                       | Stati Uniti                                                 | Mondiali 1934 - Ottavi                                      | 3 Angelo Schiavio 2 Raimundo Orsi Giovanni Ferrari Giuseppe Meazza          | All:V. Pozzo Cap:V. Rosetta                                 |
| 31/05/1934                                                  | Firenze                                                     | Italia                                                      | 1 – 1 dts                                                   | Spagna                                                      | Mondiali 1934 - Quarti                                      | Giovanni Ferrari                                                            | All:V. Pozzo Cap:G. Combi                                   |
| 01/06/1934                                                  | Firenze                                                     | Italia                                                      | 1 – 0                                                       | Spagna                                                      | Mondiali 1934 - Quarti                                      | Giuseppe Meazza                                                             | All:V. Pozzo Cap:G. Combi                                   |
| 03/06/1934                                                  | Milano                                                      | Italia                                                      | 1 – 0                                                       | Austria                                                     | Mondiali 1934 - Semif.                                      | Enrico Guaita                                                               | All:V. Pozzo Cap:G. Combi                                   |
| 10/06/1934                                                  | Roma                                                        | Italia                                                      | 2 – 1 dts                                                   | Cecoslovacchia                                              | Mondiali 1934 - Finale                                      | Raimundo Orsi Angelo Schiavio                                               | 1º Titolo Mondiale All:V. Pozzo Cap:G. Combi                |
| 14/11/1934                                                  | Londra                                                      | Inghilterra                                                 | 3 – 2                                                       | Italia                                                      | Amichevole                                                  | 2 Giuseppe Meazza                                                           | All:V. Pozzo Cap:A. Ferraris                                |
| 09/12/1934                                                  | Milano                                                      | Italia                                                      | 4 – 2                                                       | Ungheria                                                    | Amichevole                                                  | 2 Enrico Guaita Giovanni Ferrari Giuseppe Meazza                            | All:V. Pozzo Cap:A. Ferraris                                |
| 17/02/1935                                                  | Roma                                                        | Italia                                                      | 2 – 1                                                       | Francia                                                     | Amichevole                                                  | 2 Giuseppe Meazza                                                           | All:V. Pozzo Cap:A. Ferraris                                |
| 24/03/1935                                                  | Vienna                                                      | Austria                                                     | 0 – 2                                                       | Italia                                                      | Coppa Internazionale                                        | 2 Silvio Piola                                                              | All:V. Pozzo Cap:A. Pitto                                   |
| 27/10/1935                                                  | Praga                                                       | Cecoslovacchia                                              | 2 – 1                                                       | Italia                                                      | Coppa Internazionale                                        | Alfredo Pitto                                                               | All:V. Pozzo Cap:L. Allemandi                               |
| 24/11/1935                                                  | Milano                                                      | Italia                                                      | 2 – 2                                                       | Ungheria                                                    | Coppa Internazionale                                        | Gino Colaussi Giovanni Ferrari                                              | All:V. Pozzo Cap:L. Allemandi                               |
| 05/04/1936                                                  | Zurigo                                                      | Svizzera                                                    | 1 – 2                                                       | Italia                                                      | Amichevole                                                  | Gino Colaussi Attilio Demaria                                               | All:V. Pozzo Cap:L. Allemandi                               |
| 17/05/1936                                                  | Roma                                                        | Italia                                                      | 2 – 2                                                       | Austria                                                     | Amichevole                                                  | Attilio Demaria Piero Pasinati                                              | All:V. Pozzo Cap:L. Allemandi                               |
| 31/05/1936                                                  | Budapest                                                    | Ungheria                                                    | 1 – 2                                                       | Italia                                                      | Amichevole                                                  | Giuseppe Meazza Piero Pasinati                                              | All:V. Pozzo Cap:L. Allemandi                               |
| 03/08/1936                                                  | Berlino                                                     | Stati Uniti                                                 | 0 – 1                                                       | Italia                                                      | Olimpiadi 1936                                              | Annibale Frossi                                                             | All:V. Pozzo Cap:G. Cappelli                                |
| 07/08/1936                                                  | Berlino                                                     | Giappone                                                    | 0 – 8                                                       | Italia                                                      | Olimpiadi 1936                                              | 4 Carlo Biagi 3 Annibale Frossi Giulio Cappelli                             | All:V. Pozzo Cap:G. Cappelli                                |
| 10/08/1936                                                  | Berlino                                                     | Norvegia                                                    | 1 – 2 dts                                                   | Italia                                                      | Olimpiadi 1936                                              | Annibale Frossi Alfonso Negro                                               | All:V. Pozzo Cap:A. Foni                                    |
| 15/08/1936                                                  | Berlino                                                     | Austria                                                     | 1 – 2 dts                                                   | Italia                                                      | Olimpiadi 1936 - Finale                                     | 2 Annibale Frossi                                                           | 1º Titolo Olimpico All:V. Pozzo Cap:A. Foni                 |
| 25/10/1936                                                  | Milano                                                      | Italia                                                      | 4 – 2                                                       | Svizzera                                                    | Coppa Internazionale                                        | 2 Silvio Piola Giuseppe Meazza Piero Pasinati                               | All:V. Pozzo Cap:L. Allemandi                               |
| 15/11/1936                                                  | Berlino                                                     | Germania                                                    | 2 – 2                                                       | Italia                                                      | Amichevole                                                  | Gino Colaussi Giovanni Ferrari                                              | All:V. Pozzo Cap:L. Allemandi                               |
| 13/12/1936                                                  | Genova                                                      | Italia                                                      | 2 – 0                                                       | Cecoslovacchia                                              | Amichevole                                                  | Giovanni Ferrari Piero Pasinati                                             | All:V. Pozzo Cap:L. Allemandi                               |
| 25/04/1937                                                  | Torino                                                      | Italia                                                      | 2 – 0                                                       | Ungheria                                                    | Coppa Internazionale                                        | Gino Colaussi Annibale Frossi                                               | All:V. Pozzo Cap:G. Meazza                                  |
| 23/05/1937                                                  | Praga                                                       | Cecoslovacchia                                              | 0 – 1                                                       | Italia                                                      | Coppa Internazionale                                        | Silvio Piola                                                                | All:V. Pozzo Cap:G. Meazza                                  |
| 27/05/1937                                                  | Oslo                                                        | Norvegia                                                    | 1 – 3                                                       | Italia                                                      | Amichevole                                                  | 2 Silvio Piola Giuseppe Meazza                                              | All:V. Pozzo Cap:G. Meazza                                  |
| 31/10/1937                                                  | Ginevra                                                     | Svizzera                                                    | 2 – 2                                                       | Italia                                                      | Coppa Internazionale                                        | 2 Silvio Piola                                                              | All:V. Pozzo Cap:G. Meazza                                  |
| 05/12/1937                                                  | Parigi                                                      | Francia                                                     | 0 – 0                                                       | Italia                                                      | Amichevole                                                  | -                                                                           | All:V. Pozzo Cap:G. Meazza                                  |
| 15/05/1938                                                  | Milano                                                      | Italia                                                      | 6 – 1                                                       | Belgio                                                      | Amichevole                                                  | 3 Silvio Piola Michele Andreolo Giuseppe Meazza Piero Pasinati              | All:V. Pozzo Cap:G. Meazza                                  |
| 22/05/1938                                                  | Genova                                                      | Italia                                                      | 4 – 0                                                       | Jugoslavia                                                  | Amichevole                                                  | Gino Colaussi Giovanni Ferrari Giuseppe Meazza Silvio Piola                 | All:V. Pozzo Cap:G. Meazza                                  |
| 05/06/1938                                                  | Marsiglia                                                   | Norvegia                                                    | 1 – 2 dts                                                   | Italia                                                      | Mondiali 1938 - Ottavi                                      | Pietro Ferraris Silvio Piola                                                | All:V. Pozzo Cap:G. Meazza                                  |
| 12/06/1938                                                  | Colombes                                                    | Francia                                                     | 1 – 3                                                       | Italia                                                      | Mondiali 1938 - Quarti                                      | 2 Silvio Piola Gino Colaussi                                                | All:V. Pozzo Cap:G. Meazza                                  |
| 16/06/1938                                                  | Marsiglia                                                   | Brasile                                                     | 1 – 2                                                       | Italia                                                      | Mondiali 1938 - Semif.                                      | Gino Colaussi Giuseppe Meazza                                               | All:V. Pozzo Cap:G. Meazza                                  |
| 19/06/1938                                                  | Colombes                                                    | Ungheria                                                    | 2 – 4                                                       | Italia                                                      | Mondiali 1938 - Finale                                      | 2 Gino Colaussi 2 Silvio Piola                                              | 2º Titolo Mondiale All:V. Pozzo Cap:G. Meazza               |
| 20/11/1938                                                  | Bologna                                                     | Italia                                                      | 2 – 0                                                       | Svizzera                                                    | Amichevole                                                  | Gino Colaussi autorete                                                      | All:V. Pozzo Cap:G. Ferrari                                 |
| 04/12/1938                                                  | Napoli                                                      | Italia                                                      | 1 – 0                                                       | Francia                                                     | Amichevole                                                  | Amedeo Biavati                                                              | All:V. Pozzo Cap:G. Ferrari                                 |
| 26/03/1939                                                  | Firenze                                                     | Italia                                                      | 3 – 2                                                       | Germania                                                    | Amichevole                                                  | 2 Silvio Piola Amedeo Biavati                                               | All:V. Pozzo Cap:G. Meazza                                  |
| 13/05/1939                                                  | Milano                                                      | Italia                                                      | 2 – 2                                                       | Inghilterra                                                 | Amichevole                                                  | Amedeo Biavati Silvio Piola                                                 | All:V. Pozzo Cap:G. Meazza                                  |
| 04/06/1939                                                  | Belgrado                                                    | Jugoslavia                                                  | 1 – 2                                                       | Italia                                                      | Amichevole                                                  | Gino Colaussi Silvio Piola                                                  | All:V. Pozzo Cap:G. Meazza                                  |
| 08/06/1939                                                  | Budapest                                                    | Ungheria                                                    | 1 – 3                                                       | Italia                                                      | Amichevole                                                  | 2 Gino Colaussi Silvio Piola                                                | All:V. Pozzo Cap:G. Meazza                                  |
| 11/06/1939                                                  | Bucarest                                                    | Romania                                                     | 0 – 1                                                       | Italia                                                      | Amichevole                                                  | Gino Colaussi                                                               | All:V. Pozzo Cap:G. Meazza                                  |
| 20/07/1939                                                  | Helsinki                                                    | Finlandia                                                   | 2 – 3                                                       | Italia                                                      | Amichevole                                                  | 3 Silvio Piola                                                              | All:V. Pozzo Cap:G. Meazza                                  |
| 12/11/1939                                                  | Zurigo                                                      | Svizzera                                                    | 3 – 1                                                       | Italia                                                      | Amichevole                                                  | Ettore Puricelli                                                            | All:V. Pozzo Cap:P. Rava                                    |
| 26/11/1939                                                  | Berlino                                                     | Germania                                                    | 5 – 2                                                       | Italia                                                      | Amichevole                                                  | Attilio Demaria Giacomo Neri                                                | All:V. Pozzo Cap:G. Colaussi                                |
| 03/03/1940                                                  | Torino                                                      | Italia                                                      | 1 – 1                                                       | Svizzera                                                    | Amichevole                                                  | Guido Corbelli                                                              | All:V. Pozzo Cap:S. Piola                                   |
| 14/04/1940                                                  | Roma                                                        | Italia                                                      | 2 – 1                                                       | Romania                                                     | Amichevole                                                  | Amedeo Biavati Silvio Piola                                                 | All:V. Pozzo Cap:S. Piola                                   |
| 05/05/1940                                                  | Milano                                                      | Italia                                                      | 3 – 2                                                       | Germania                                                    | Amichevole                                                  | Sergio Bertoni Amedeo Biavati Gino Colaussi                                 | All:V. Pozzo Cap:S. Piola                                   |
| 01/12/1940                                                  | Genova                                                      | Italia                                                      | 1 – 1                                                       | Ungheria                                                    | Amichevole                                                  | Guglielmo Trevisan                                                          | All:V. Pozzo Cap:S. Piola                                   |
| Totale                                                      |                                                             | Presenze                                                    | 69                                                          |                                                             | Reti                                                        | 162                                                                         |                                                             |

## Partite dal 1941 al 1950
| Cronologia completa degli incontri della nazionale ― Italia | Cronologia completa degli incontri della nazionale ― Italia | Cronologia completa degli incontri della nazionale ― Italia | Cronologia completa degli incontri della nazionale ― Italia | Cronologia completa degli incontri della nazionale ― Italia | Cronologia completa degli incontri della nazionale ― Italia | Cronologia completa degli incontri della nazionale ― Italia                        | Cronologia completa degli incontri della nazionale ― Italia |
| Data                                                        | Città                                                       | In casa                                                     | Risultato                                                   | Ospiti                                                      | Competizione                                                | Reti                                                                               | Note                                                        |
| ----------------------------------------------------------- | ----------------------------------------------------------- | ----------------------------------------------------------- | ----------------------------------------------------------- | ----------------------------------------------------------- | ----------------------------------------------------------- | ---------------------------------------------------------------------------------- | ----------------------------------------------------------- |
| 05/04/1942                                                  | Genova                                                      | Italia                                                      | 4 – 0                                                       | Croazia                                                     | Amichevole                                                  | Amedeo Biavati Pietro Ferraris Guglielmo Gabetto Giuseppe Grezar                   | All:V. Pozzo Cap:P. Rava                                    |
| 19/04/1942                                                  | Milano                                                      | Italia                                                      | 4 – 0                                                       | Spagna                                                      | Amichevole                                                  | Pietro Ferraris Ezio Loik Valentino Mazzola Silvio Piola                           | All:V. Pozzo Cap:S. Piola                                   |
| 11/11/1945                                                  | Zurigo                                                      | Svizzera                                                    | 4 – 4                                                       | Italia                                                      | Amichevole                                                  | 2 Amedeo Biavati Ezio Loik Silvio Piola                                            | All:V. Pozzo Cap:S. Piola                                   |
| 01/12/1946                                                  | Milano                                                      | Italia                                                      | 3 – 2                                                       | Austria                                                     | Amichevole                                                  | Eusebio Castigliano Valentino Mazzola Silvio Piola                                 | All:V. Pozzo Cap:S. Piola                                   |
| 27/04/1947                                                  | Firenze                                                     | Italia                                                      | 5 – 2                                                       | Svizzera                                                    | Amichevole                                                  | 3 Romeo Menti Ezio Loik Valentino Mazzola                                          | All:V. Pozzo Cap:P. Ferraris                                |
| 11/05/1947                                                  | Torino                                                      | Italia                                                      | 3 – 2                                                       | Ungheria                                                    | Amichevole                                                  | 2 Guglielmo Gabetto Ezio Loik                                                      | All:V. Pozzo Cap:P. Ferraris                                |
| 09/11/1947                                                  | Vienna                                                      | Austria                                                     | 5 – 1                                                       | Italia                                                      | Amichevole                                                  | Riccardo Carapellese                                                               | All:V. Pozzo Cap:S. Piola                                   |
| 14/12/1947                                                  | Bari                                                        | Italia                                                      | 3 – 1                                                       | Cecoslovacchia                                              | Amichevole                                                  | Riccardo Carapellese Guglielmo Gabetto Romeo Menti                                 | All:V. Pozzo Cap:V. Mazzola                                 |
| 04/04/1948                                                  | Colombes                                                    | Francia                                                     | 1 – 3                                                       | Italia                                                      | Amichevole                                                  | 2 Riccardo Carapellese Guglielmo Gabetto                                           | All:V. Pozzo Cap:V. Mazzola                                 |
| 16/05/1948                                                  | Torino                                                      | Italia                                                      | 0 – 4                                                       | Inghilterra                                                 | Amichevole                                                  | -                                                                                  | All:V. Pozzo Cap:V. Mazzola                                 |
| 02/08/1948                                                  | Brentford                                                   | Stati Uniti                                                 | 0 – 9                                                       | Italia                                                      | Olimpiadi 1948                                              | 4 Francesco Pernigo 2 Emidio Cavigioli Emilio Caprile Adone Stellin Angelo Turconi | All:V. Pozzo Cap:M. Neri                                    |
| 05/08/1948                                                  | Londra                                                      | Danimarca                                                   | 5 – 3                                                       | Italia                                                      | Olimpiadi 1948                                              | Francesco Pernigo Emilio Caprile Emidio Cavigioli                                  | All:V. Pozzo Cap:M. Neri                                    |
| 27/02/1949                                                  | Genova                                                      | Italia                                                      | 4 – 1                                                       | Portogallo                                                  | Amichevole                                                  | Riccardo Carapellese Virgilio Maroso Valentino Mazzola Romeo Menti                 | All:F. Novo Cap:V. Mazzola                                  |
| 27/03/1949                                                  | Madrid                                                      | Spagna                                                      | 1 – 3                                                       | Italia                                                      | Amichevole                                                  | Amedeo Amadei Riccardo Carapellese Benito Lorenzi                                  | All:F. Novo Cap:V. Mazzola                                  |
| 22/05/1949                                                  | Firenze                                                     | Italia                                                      | 3 – 1                                                       | Austria                                                     | Coppa Internazionale                                        | Amedeo Amadei Giampiero Boniperti Gino Cappello                                    | All:F. Novo Cap:R. Carapellese                              |
| 12/06/1949                                                  | Budapest                                                    | Ungheria                                                    | 1 – 1                                                       | Italia                                                      | Coppa Internazionale                                        | Riccardo Carapellese                                                               | All:F. Novo Cap:R. Carapellese                              |
| 30/11/1949                                                  | Tottenham                                                   | Inghilterra                                                 | 2 – 0                                                       | Italia                                                      | Amichevole                                                  | -                                                                                  | All:F. Novo Cap:R. Carapellese                              |
| 05/03/1950                                                  | Bologna                                                     | Italia                                                      | 3 – 1                                                       | Belgio                                                      | Amichevole                                                  | 2 Ermes Muccinelli Amedeo Amadei                                                   | All:F. Novo Cap:R. Carapellese                              |
| 02/04/1950                                                  | Vienna                                                      | Austria                                                     | 1 – 0                                                       | Italia                                                      | Coppa Internazionale                                        | -                                                                                  | All:F. Novo Cap:R. Carapellese                              |
| 25/06/1950                                                  | San Paolo                                                   | Svezia                                                      | 3 – 2                                                       | Italia                                                      | Mondiali 1950 - 1º Turno                                    | Riccardo Carapellese Ermes Muccinelli                                              | All:F. Novo Cap:R. Carapellese                              |
| 02/07/1950                                                  | San Paolo                                                   | Paraguay                                                    | 0 – 2                                                       | Italia                                                      | Mondiali 1950 - 1º Turno                                    | Riccardo Carapellese Egisto Pandolfini                                             | All:F. Novo Cap:R. Carapellese                              |
| Totale                                                      |                                                             | Presenze                                                    | 21                                                          |                                                             | Reti                                                        | 60                                                                                 |                                                             |

## Partite dal 1951 al 1960
| Cronologia completa degli incontri della nazionale ― Italia | Cronologia completa degli incontri della nazionale ― Italia | Cronologia completa degli incontri della nazionale ― Italia | Cronologia completa degli incontri della nazionale ― Italia | Cronologia completa degli incontri della nazionale ― Italia | Cronologia completa degli incontri della nazionale ― Italia | Cronologia completa degli incontri della nazionale ― Italia                        | Cronologia completa degli incontri della nazionale ― Italia |
| Data                                                        | Città                                                       | In casa                                                     | Risultato                                                   | Ospiti                                                      | Competizione                                                | Reti                                                                               | Note                                                        |
| ----------------------------------------------------------- | ----------------------------------------------------------- | ----------------------------------------------------------- | ----------------------------------------------------------- | ----------------------------------------------------------- | ----------------------------------------------------------- | ---------------------------------------------------------------------------------- | ----------------------------------------------------------- |
| 08/04/1951                                                  | Oeiras                                                      | Portogallo                                                  | 1 – 4                                                       | Italia                                                      | Amichevole                                                  | Amedeo Amadei Renzo Burini Gino Cappello Egisto Pandolfini                         | All:Beretta-Busini-Combi Cap:C. Annovazzi                   |
| 06/05/1951                                                  | Milano                                                      | Italia                                                      | 0 – 0                                                       | Jugoslavia                                                  | Amichevole                                                  | -                                                                                  | All:Beretta-Busini-Combi Cap:C. Annovazzi                   |
| 03/06/1951                                                  | Genova                                                      | Italia                                                      | 4 – 1                                                       | Francia                                                     | Amichevole                                                  | 2 Benito Lorenzi Amedeo Amadei Gino Cappello                                       | All:Beretta-Busini-Combi Cap:C. Annovazzi                   |
| 11/11/1951                                                  | Firenze                                                     | Italia                                                      | 1 – 1                                                       | Svezia                                                      | Amichevole                                                  | Amedeo Amadei                                                                      | All:Beretta-Busini-Combi Cap:C. Annovazzi                   |
| 25/11/1951                                                  | Lugano                                                      | Svizzera                                                    | 1 – 1                                                       | Italia                                                      | Coppa Internazionale                                        | Giampiero Boniperti                                                                | All:Beretta-Busini-Combi Cap:C. Annovazzi                   |
| 24/02/1952                                                  | Bruxelles                                                   | Belgio                                                      | 2 – 0                                                       | Italia                                                      | Amichevole                                                  | -                                                                                  | All:Beretta-Meazza Cap:C. Annovazzi                         |
| 18/05/1952                                                  | Firenze                                                     | Italia                                                      | 1 – 1                                                       | Inghilterra                                                 | Amichevole                                                  | Amedeo Amadei                                                                      | All:Beretta-Meazza Cap:S. Piola                             |
| 16/07/1952                                                  | Tampere                                                     | Stati Uniti                                                 | 0 – 8                                                       | Italia                                                      | Olimpiadi 1952                                              | 3 Aredio Gimona 2 Egisto Pandolfini Alberto Fontanesi Amos Mariani Arcadio Venturi | All:Beretta-Meazza Cap:E. Pandolfini                        |
| 21/07/1952                                                  | Helsinki                                                    | Ungheria                                                    | 3 – 0                                                       | Italia                                                      | Olimpiadi 1952                                              | -                                                                                  | All:Beretta-Meazza Cap:E. Pandolfini                        |
| 26/10/1952                                                  | Solna                                                       | Svezia                                                      | 1 – 1                                                       | Italia                                                      | Amichevole                                                  | Pasquale Vivolo                                                                    | All:Beretta-Meazza Cap:G. Boniperti                         |
| 28/12/1952                                                  | Palermo                                                     | Italia                                                      | 2 – 0                                                       | Svizzera                                                    | Coppa Internazionale                                        | Amleto Frignani Egisto Pandolfini                                                  | All:Beretta-Meazza Cap:G. Boniperti                         |
| 26/04/1953                                                  | Praga                                                       | Cecoslovacchia                                              | 2 – 0                                                       | Italia                                                      | Coppa Internazionale                                        | -                                                                                  | All:Beretta-Meazza Cap:G. Boniperti                         |
| 17/05/1953                                                  | Roma                                                        | Italia                                                      | 0 – 3                                                       | Ungheria                                                    | Coppa Internazionale                                        | -                                                                                  | All:Beretta-Meazza Cap:G. Boniperti                         |
| 13/11/1953                                                  | Il Cairo                                                    | Egitto                                                      | 1 – 2                                                       | Italia                                                      | Qual. Mondiali 1954                                         | Amleto Frignani Ermes Muccinelli                                                   | All:Schiavio-Piola Cap:G. Boniperti                         |
| 13/12/1953                                                  | Genova                                                      | Italia                                                      | 3 – 0                                                       | Cecoslovacchia                                              | Coppa Internazionale                                        | Sergio Cervato Egisto Pandolfini Eduardo Ricagni                                   | All:Schiavio-Piola Cap:G. Boniperti                         |
| 24/01/1954                                                  | Milano                                                      | Italia                                                      | 5 – 1                                                       | Egitto                                                      | Qual. Mondiali 1954                                         | 2 Giampiero Boniperti Amleto Frignani Egisto Pandolfini Eduardo Ricagni            | All:Schiavio-Piola Cap:G. Boniperti                         |
| 11/04/1954                                                  | Colombes                                                    | Francia                                                     | 1 – 3                                                       | Italia                                                      | Amichevole                                                  | 2 Carlo Galli Egisto Pandolfini                                                    | All:Schiavio-Piola Cap:G. Boniperti                         |
| 17/06/1954                                                  | Losanna                                                     | Svizzera                                                    | 2 – 1                                                       | Italia                                                      | Mondiali 1954 - 1º Turno                                    | Giampiero Boniperti                                                                | All:Schiavio-Piola Cap:G. Boniperti                         |
| 20/06/1954                                                  | Lugano                                                      | Belgio                                                      | 1 – 4                                                       | Italia                                                      | Mondiali 1954 - 1º Turno                                    | Amleto Frignani Carlo Galli Benito Lorenzi Egisto Pandolfini                       | All:Schiavio-Piola Cap:E. Pandolfini                        |
| 23/06/1954                                                  | Basilea                                                     | Svizzera                                                    | 4 – 1                                                       | Italia                                                      | Mondiali 1954 - 1º Turno                                    | Fulvio Nesti                                                                       | All:Schiavio-Piola Cap:E. Pandolfini                        |
| 05/12/1954                                                  | Roma                                                        | Italia                                                      | 2 – 0                                                       | Argentina                                                   | Amichevole                                                  | Amleto Frignani Carlo Galli                                                        | All:A. Foni Cap:G. Boniperti                                |
| 16/01/1955                                                  | Bari                                                        | Italia                                                      | 1 – 0                                                       | Belgio                                                      | Amichevole                                                  | Giampiero Boniperti                                                                | All:A. Foni Cap:G. Boniperti                                |
| 30/03/1955                                                  | Stoccarda                                                   | Germania Ovest                                              | 1 – 2                                                       | Italia                                                      | Amichevole                                                  | Amleto Frignani Gino Pivatelli                                                     | All:A. Foni Cap:E. Pandolfini                               |
| 29/05/1955                                                  | Torino                                                      | Italia                                                      | 0 – 4                                                       | Jugoslavia                                                  | Coppa Internazionale                                        | -                                                                                  | All:A. Foni Cap:G. Boniperti                                |
| 27/11/1955                                                  | Budapest                                                    | Ungheria                                                    | 2 – 0                                                       | Italia                                                      | Coppa Internazionale                                        | -                                                                                  | All:A. Foni Cap:S. Cervato                                  |
| 18/12/1955                                                  | Roma                                                        | Italia                                                      | 2 – 1                                                       | Germania Ovest                                              | Amichevole                                                  | Giampiero Boniperti autorete                                                       | All:A. Foni Cap:G. Boniperti                                |
| 15/02/1956                                                  | Bologna                                                     | Italia                                                      | 2 – 0                                                       | Francia                                                     | Amichevole                                                  | Riccardo Carapellese Guido Gratton                                                 | All:A. Foni Cap:G. Boniperti                                |
| 25/04/1956                                                  | Milano                                                      | Italia                                                      | 3 – 0                                                       | Brasile                                                     | Amichevole                                                  | 2 Giuseppe Virgili autorete                                                        | All:A. Foni Cap:G. Boniperti                                |
| 24/06/1956                                                  | Buenos Aires                                                | Argentina                                                   | 1 – 0                                                       | Italia                                                      | Amichevole                                                  | -                                                                                  | All:A. Foni Cap:S. Cervato                                  |
| 01/07/1956                                                  | Rio de Janeiro                                              | Brasile                                                     | 2 – 0                                                       | Italia                                                      | Amichevole                                                  | -                                                                                  | All:A. Foni Cap:S. Cervato                                  |
| 11/11/1956                                                  | Berna                                                       | Svizzera                                                    | 1 – 1                                                       | Italia                                                      | Coppa Internazionale                                        | Eddie Firmani                                                                      | All:A. Foni Cap:A. Magnini                                  |
| 09/12/1956                                                  | Genova                                                      | Italia                                                      | 2 – 1                                                       | Austria                                                     | Coppa Internazionale                                        | 2 Angelo Longoni                                                                   | All:A. Foni Cap:G. Boniperti                                |
| 25/04/1957                                                  | Roma                                                        | Italia                                                      | 1 – 0                                                       | Irlanda del Nord                                            | Qual. Mondiali 1958                                         | Sergio Cervato                                                                     | All:A. Foni Cap:A. Magnini                                  |
| 12/05/1957                                                  | Zagabria                                                    | Jugoslavia                                                  | 6 – 1                                                       | Italia                                                      | Coppa Internazionale                                        | Sergio Cervato                                                                     | All:A. Foni Cap:G. Boniperti                                |
| 26/05/1957                                                  | Oeiras                                                      | Portogallo                                                  | 3 – 0                                                       | Italia                                                      | Qual. Mondiali 1958                                         | -                                                                                  | All:A. Foni Cap:G. Boniperti                                |
| 04/12/1957                                                  | Belfast                                                     | Irlanda del Nord                                            | 2 – 2                                                       | Italia                                                      | Amichevole                                                  | Alcide Ghiggia Miguel Montuori                                                     | All:A. Foni Cap:S. Cervato                                  |
| 22/12/1957                                                  | Milano                                                      | Italia                                                      | 3 – 0                                                       | Portogallo                                                  | Qual. Mondiali 1958                                         | 2 Guido Gratton Gino Pivatelli                                                     | All:A. Foni Cap:S. Cervato                                  |
| 15/01/1958                                                  | Belfast                                                     | Irlanda del Nord                                            | 2 – 1                                                       | Italia                                                      | Qual. Mondiali 1958                                         | Dino da Costa                                                                      | All:A. Foni Cap:A. Segato                                   |
| 23/03/1958                                                  | Vienna                                                      | Austria                                                     | 3 – 2                                                       | Italia                                                      | Coppa Internazionale                                        | Eddie Firmani Gianfranco Petris                                                    | All:A. Foni Cap:G. Boniperti                                |
| 09/11/1958                                                  | Colombes                                                    | Francia                                                     | 2 – 2                                                       | Italia                                                      | Amichevole                                                  | 2 Bruno Nicolè                                                                     | All:G. Viani Cap:G. Boniperti                               |
| 13/12/1958                                                  | Genova                                                      | Italia                                                      | 1 – 1                                                       | Cecoslovacchia                                              | Coppa Internazionale                                        | Carlo Galli                                                                        | All:G. Ferrari Cap:G. Boniperti                             |
| 28/02/1959                                                  | Roma                                                        | Italia                                                      | 1 – 1                                                       | Spagna                                                      | Amichevole                                                  | Francisco Lojacono                                                                 | All:G. Ferrari Cap:M. Montuori                              |
| 06/05/1959                                                  | Wembley                                                     | Inghilterra                                                 | 2 – 2                                                       | Italia                                                      | Amichevole                                                  | Sergio Brighenti Amos Mariani                                                      | All:G. Ferrari Cap:A. Segato                                |
| 01/11/1959                                                  | Praga                                                       | Cecoslovacchia                                              | 2 – 1                                                       | Italia                                                      | Coppa Internazionale                                        | Francisco Lojacono                                                                 | All:G. Ferrari Cap:S. Cervato                               |
| 29/11/1959                                                  | Firenze                                                     | Italia                                                      | 1 – 1                                                       | Ungheria                                                    | Coppa Internazionale                                        | Sergio Cervato                                                                     | All:G. Ferrari Cap:G. Boniperti                             |
| 06/01/1960                                                  | Napoli                                                      | Italia                                                      | 3 – 0                                                       | Svizzera                                                    | Coppa Internazionale                                        | Miguel Montuori Gino Stacchini autorete                                            | All:G. Viani Cap:M. Montuori                                |
| 13/03/1960                                                  | Barcellona                                                  | Spagna                                                      | 3 – 1                                                       | Italia                                                      | Amichevole                                                  | Francisco Lojacono                                                                 | All:G. Viani Cap:G. Boniperti                               |
| 10/12/1960                                                  | Napoli                                                      | Italia                                                      | 1 – 2                                                       | Austria                                                     | Amichevole                                                  | Giampiero Boniperti                                                                | All:G. Ferrari Cap:G. Boniperti                             |
| Totale                                                      |                                                             | Presenze                                                    | 48                                                          |                                                             | Reti                                                        | 79                                                                                 |                                                             |

## Partite dal 1961 al 1970
| Cronologia completa degli incontri della nazionale ― Italia | Cronologia completa degli incontri della nazionale ― Italia | Cronologia completa degli incontri della nazionale ― Italia | Cronologia completa degli incontri della nazionale ― Italia | Cronologia completa degli incontri della nazionale ― Italia | Cronologia completa degli incontri della nazionale ― Italia | Cronologia completa degli incontri della nazionale ― Italia                       | Cronologia completa degli incontri della nazionale ― Italia |
| Data                                                        | Città                                                       | In casa                                                     | Risultato                                                   | Ospiti                                                      | Competizione                                                | Reti                                                                              | Note                                                        |
| ----------------------------------------------------------- | ----------------------------------------------------------- | ----------------------------------------------------------- | ----------------------------------------------------------- | ----------------------------------------------------------- | ----------------------------------------------------------- | --------------------------------------------------------------------------------- | ----------------------------------------------------------- |
| 25/04/1961                                                  | Bologna                                                     | Italia                                                      | 3 – 2                                                       | Irlanda del Nord                                            | Amichevole                                                  | 2 Gino Stacchini Enrique Omar Sívori                                              | All:G. Ferrari Cap:B. Nicolè                                |
| 24/05/1961                                                  | Roma                                                        | Italia                                                      | 2 – 3                                                       | Inghilterra                                                 | Amichevole                                                  | Sergio Brighenti Enrique Omar Sívori                                              | All:G. Ferrari Cap:L. Buffon                                |
| 15/06/1961                                                  | Firenze                                                     | Italia                                                      | 4 – 1                                                       | Argentina                                                   | Amichevole                                                  | 2 Enrique Omar Sívori Francisco Lojacono Bruno Mora                               | All:G. Ferrari Cap:S. Brighenti                             |
| 15/10/1961                                                  | Ramat Gan                                                   | Israele                                                     | 2 – 4                                                       | Italia                                                      | Qual. Mondiali 1962                                         | 2 Mario Corso José Altafini Francisco Lojacono                                    | All:G. Ferrari Cap:L. Buffon                                |
| 04/11/1961                                                  | Torino                                                      | Italia                                                      | 6 – 0                                                       | Israele                                                     | Qual. Mondiali 1962                                         | 4 Enrique Omar Sívori Antonio Valentín Angelillo Mario Corso                      | All:G. Ferrari Cap:L. Buffon                                |
| 05/05/1962                                                  | Firenze                                                     | Italia                                                      | 2 – 1                                                       | Francia                                                     | Amichevole                                                  | 2 José Altafini                                                                   | All:Mazza-Ferrari Cap:L. Buffon                             |
| 13/05/1962                                                  | Bruxelles                                                   | Belgio                                                      | 1 – 3                                                       | Italia                                                      | Amichevole                                                  | 2 José Altafini Giampaolo Menichelli                                              | All:Mazza-Ferrari Cap:G. Losi                               |
| 31/05/1962                                                  | Santiago del Cile                                           | Italia                                                      | 0 – 0                                                       | Germania Ovest                                              | Mondiali 1962 - 1º Turno                                    | -                                                                                 | All:Mazza-Ferrari Cap:L. Buffon                             |
| 02/06/1962                                                  | Santiago del Cile                                           | Cile                                                        | 2 – 0                                                       | Italia                                                      | Mondiali 1962 - 1º Turno                                    | -                                                                                 | All:Mazza-Ferrari Cap:B. Mora                               |
| 07/06/1962                                                  | Santiago del Cile                                           | Italia                                                      | 3 – 0                                                       | Svizzera                                                    | Mondiali 1962 - 1º Turno                                    | 2 Giacomo Bulgarelli Bruno Mora                                                   | All:Mazza-Ferrari Cap:L. Buffon                             |
| 11/11/1962                                                  | Vienna                                                      | Austria                                                     | 1 – 2                                                       | Italia                                                      | Amichevole                                                  | 2 Ezio Pascutti                                                                   | All:E. Fabbri Cap:C. Maldini                                |
| 02/12/1962                                                  | Bologna                                                     | Italia                                                      | 6 – 0                                                       | Turchia                                                     | Qual. Euro 1964                                             | 4 Alberto Orlando 2 Gianni Rivera                                                 | All:E. Fabbri Cap:C. Maldini                                |
| 27/03/1963                                                  | Istanbul                                                    | Turchia                                                     | 0 – 1                                                       | Italia                                                      | Qual. Euro 1964                                             | Angelo Benedicto Sormani                                                          | All:E. Fabbri Cap:C. Maldini                                |
| 12/05/1963                                                  | Milano                                                      | Italia                                                      | 3 – 0                                                       | Brasile                                                     | Amichevole                                                  | Giacomo Bulgarelli Alessandro Mazzola Angelo Benedicto Sormani                    | All:E. Fabbri Cap:C. Maldini                                |
| 09/06/1963                                                  | Vienna                                                      | Austria                                                     | 0 – 1                                                       | Italia                                                      | Amichevole                                                  | Giovanni Trapattoni                                                               | All:E. Fabbri Cap:C. Maldini                                |
| 13/10/1963                                                  | Mosca                                                       | Unione Sovietica                                            | 2 – 0                                                       | Italia                                                      | Qual. Euro 1964                                             | -                                                                                 | All:E. Fabbri Cap:C. Maldini                                |
| 10/11/1963                                                  | Roma                                                        | Italia                                                      | 1 – 1                                                       | Unione Sovietica                                            | Qual. Euro 1964                                             | Gianni Rivera                                                                     | All:E. Fabbri Cap:S. Salvadore                              |
| 14/12/1963                                                  | Torino                                                      | Italia                                                      | 1 – 0                                                       | Austria                                                     | Amichevole                                                  | Gianni Rivera                                                                     | All:E. Fabbri Cap:S. Salvadore                              |
| 11/04/1964                                                  | Firenze                                                     | Italia                                                      | 0 – 0                                                       | Cecoslovacchia                                              | Amichevole                                                  | -                                                                                 | All:E. Fabbri Cap:S. Salvadore                              |
| 10/05/1964                                                  | Losanna                                                     | Svizzera                                                    | 1 – 3                                                       | Italia                                                      | Amichevole                                                  | Mario Corso Alessandro Mazzola Gianni Rivera                                      | All:E. Fabbri Cap:S. Salvadore                              |
| 04/11/1964                                                  | Genova                                                      | Italia                                                      | 6 – 1                                                       | Finlandia                                                   | Qual. Mondiali 1966                                         | 2 Alessandro Mazzola Giacomo Bulgarelli Giacinto Facchetti Gianni Rivera autorete | All:E. Fabbri Cap:G. Rivera                                 |
| 05/12/1964                                                  | Bologna                                                     | Italia                                                      | 3 – 1                                                       | Danimarca                                                   | Amichevole                                                  | 2 Ezio Pascutti Giacomo Bulgarelli                                                | All:E. Fabbri Cap:G. Rivera                                 |
| 13/03/1965                                                  | Amburgo                                                     | Germania Ovest                                              | 1 – 1                                                       | Italia                                                      | Amichevole                                                  | Alessandro Mazzola                                                                | All:E. Fabbri Cap:G. Rivera                                 |
| 18/04/1965                                                  | Varsavia                                                    | Polonia                                                     | 0 – 0                                                       | Italia                                                      | Qual. Mondiali 1966                                         | -                                                                                 | All:E. Fabbri Cap:G. Rivera                                 |
| 01/05/1965                                                  | Firenze                                                     | Italia                                                      | 4 – 1                                                       | Galles                                                      | Amichevole                                                  | 2 Giovanni Lodetti Paolo Barison Cosimo Nocera                                    | All:E. Fabbri Cap:S. Salvadore                              |
| 16/06/1965                                                  | Malmö                                                       | Svezia                                                      | 2 – 2                                                       | Italia                                                      | Amichevole                                                  | Alessandro Mazzola Ezio Pascutti                                                  | All:E. Fabbri Cap:S. Salvadore                              |
| 23/06/1965                                                  | Helsinki                                                    | Finlandia                                                   | 0 – 2                                                       | Italia                                                      | Qual. Mondiali 1966                                         | 2 Alessandro Mazzola                                                              | All:E. Fabbri Cap:S. Salvadore                              |
| 27/06/1965                                                  | Budapest                                                    | Ungheria                                                    | 2 – 1                                                       | Italia                                                      | Amichevole                                                  | Alessandro Mazzola                                                                | All:E. Fabbri Cap:S. Salvadore                              |
| 01/11/1965                                                  | Roma                                                        | Italia                                                      | 6 – 1                                                       | Polonia                                                     | Qual. Mondiali 1966                                         | 3 Paolo Barison Alessandro Mazzola Bruno Mora Gianni Rivera                       | All:E. Fabbri Cap:S. Salvadore                              |
| 09/11/1965                                                  | Glasgow                                                     | Scozia                                                      | 1 – 0                                                       | Italia                                                      | Qual. Mondiali 1966                                         | -                                                                                 | All:E. Fabbri Cap:S. Salvadore                              |
| 07/12/1965                                                  | Napoli                                                      | Italia                                                      | 3 – 0                                                       | Scozia                                                      | Qual. Mondiali 1966                                         | Giacinto Facchetti Bruno Mora Ezio Pascutti                                       | All:E. Fabbri Cap:S. Salvadore                              |
| 19/03/1966                                                  | Parigi                                                      | Francia                                                     | 0 – 0                                                       | Italia                                                      | Amichevole                                                  | -                                                                                 | All:E. Fabbri Cap:S. Salvadore                              |
| 14/06/1966                                                  | Bologna                                                     | Italia                                                      | 6 – 1                                                       | Bulgaria                                                    | Amichevole                                                  | 2 Francesco Rizzo Paolo Barison Alessandro Mazzola Luigi Meroni Marino Perani     | All:E. Fabbri Cap:S. Salvadore                              |
| 18/06/1966                                                  | Milano                                                      | Italia                                                      | 1 – 0                                                       | Austria                                                     | Amichevole                                                  | Tarcisio Burgnich                                                                 | All:E. Fabbri Cap:G. Bulgarelli                             |
| 22/06/1966                                                  | Torino                                                      | Italia                                                      | 3 – 0                                                       | Argentina                                                   | Amichevole                                                  | 2 Ezio Pascutti Luigi Meroni                                                      | All:E. Fabbri Cap:S. Salvadore                              |
| 29/06/1966                                                  | Firenze                                                     | Italia                                                      | 5 – 0                                                       | Messico                                                     | Amichevole                                                  | 2 Giacomo Bulgarelli 2 Gianni Rivera Alessandro Mazzola                           | All:E. Fabbri Cap:S. Salvadore                              |
| 13/07/1966                                                  | Sunderland                                                  | Italia                                                      | 2 – 0                                                       | Cile                                                        | Mondiali 1966 - 1º Turno                                    | Paolo Barison Alessandro Mazzola                                                  | All:E. Fabbri Cap:S. Salvadore                              |
| 16/07/1966                                                  | Sunderland                                                  | Unione Sovietica                                            | 1 – 0                                                       | Italia                                                      | Mondiali 1966 - 1º Turno                                    | -                                                                                 | All:E. Fabbri Cap:S. Salvadore                              |
| 19/07/1966                                                  | Middlesbrough                                               | Corea del Nord                                              | 1 – 0                                                       | Italia                                                      | Mondiali 1966 - 1º Turno                                    | -                                                                                 | All:E. Fabbri Cap:G. Bulgarelli                             |
| 01/11/1966                                                  | Milano                                                      | Italia                                                      | 1 – 0                                                       | Unione Sovietica                                            | Amichevole                                                  | Aristide Guarneri                                                                 | All:Herrera-Valcareggi Cap:G. Facchetti                     |
| 26/11/1966                                                  | Napoli                                                      | Italia                                                      | 3 – 1                                                       | Romania                                                     | Qual. Euro 1968                                             | 2 Alessandro Mazzola Virginio De Paoli                                            | All:Herrera-Valcareggi Cap:G. Facchetti                     |
| 22/03/1967                                                  | Nicosia                                                     | Cipro                                                       | 0 – 2                                                       | Italia                                                      | Qual. Euro 1968                                             | Angelo Domenghini Giacinto Facchetti                                              | All:Herrera-Valcareggi Cap:G. Facchetti                     |
| 27/03/1967                                                  | Roma                                                        | Italia                                                      | 1 – 1                                                       | Portogallo                                                  | Amichevole                                                  | Renato Cappellini                                                                 | All:Herrera-Valcareggi Cap:G. Facchetti                     |
| 25/06/1967                                                  | Bucarest                                                    | Romania                                                     | 0 – 1                                                       | Italia                                                      | Qual. Euro 1968                                             | Mario Bertini                                                                     | All:F. Valcareggi Cap:G. Facchetti                          |
| 01/11/1967                                                  | Cosenza                                                     | Italia                                                      | 5 – 0                                                       | Cipro                                                       | Qual. Euro 1968                                             | 3 Gigi Riva 2 Alessandro Mazzola                                                  | All:F. Valcareggi Cap:G. Facchetti                          |
| 18/11/1967                                                  | Berna                                                       | Svizzera                                                    | 2 – 2                                                       | Italia                                                      | Qual. Euro 1968                                             | 2 Gigi Riva                                                                       | All:F. Valcareggi Cap:G. Facchetti                          |
| 23/12/1967                                                  | Cagliari                                                    | Italia                                                      | 4 – 0                                                       | Svizzera                                                    | Qual. Euro 1968                                             | 2 Angelo Domenghini Alessandro Mazzola Gigi Riva                                  | All:F. Valcareggi Cap:G. Facchetti                          |
| 06/04/1968                                                  | Sofia                                                       | Bulgaria                                                    | 3 – 2                                                       | Italia                                                      | Qual. Euro 1968                                             | Pierino Prati autorete                                                            | All:F. Valcareggi Cap:G. Facchetti                          |
| 20/04/1968                                                  | Napoli                                                      | Italia                                                      | 2 – 0                                                       | Bulgaria                                                    | Qual. Euro 1968                                             | Angelo Domenghini Pierino Prati                                                   | All:F. Valcareggi Cap:G. Facchetti                          |
| 05/06/1968                                                  | Napoli                                                      | Italia                                                      | 0 – 0 dts                                                   | Unione Sovietica                                            | Euro 1968 - Semif.                                          | -                                                                                 | All:F. Valcareggi Cap:G. Facchetti                          |
| 08/06/1968                                                  | Roma                                                        | Italia                                                      | 1 – 1 dts                                                   | Jugoslavia                                                  | Euro 1968 - Finale                                          | Angelo Domenghini                                                                 | All:F. Valcareggi Cap:G. Facchetti                          |
| 10/06/1968                                                  | Roma                                                        | Italia                                                      | 2 – 0                                                       | Jugoslavia                                                  | Euro 1968 - Finale (ripetizione)                            | Pietro Anastasi Gigi Riva                                                         | 1º Titolo Europeo All:F. Valcareggi Cap:G. Facchetti        |
| 23/10/1968                                                  | Cardiff                                                     | Galles                                                      | 0 – 1                                                       | Italia                                                      | Qual. Mondiali 1970                                         | Gigi Riva                                                                         | All:F. Valcareggi Cap:G. Facchetti                          |
| 01/01/1969                                                  | Città del Messico                                           | Messico                                                     | 2 – 3                                                       | Italia                                                      | Amichevole                                                  | 2 Gigi Riva Pietro Anastasi                                                       | All:F. Valcareggi Cap:G. Facchetti                          |
| 05/01/1969                                                  | Città del Messico                                           | Messico                                                     | 1 – 1                                                       | Italia                                                      | Amichevole                                                  | Mario Bertini                                                                     | All:F. Valcareggi Cap:G. Facchetti                          |
| 29/03/1969                                                  | Berlino Est                                                 | Germania Est                                                | 2 – 2                                                       | Italia                                                      | Qual. Mondiali 1970                                         | 2 Gigi Riva                                                                       | All:F. Valcareggi Cap:G. Facchetti                          |
| 24/05/1969                                                  | Torino                                                      | Italia                                                      | 0 – 0                                                       | Bulgaria                                                    | Amichevole                                                  | -                                                                                 | All:F. Valcareggi Cap:G. Facchetti                          |
| 04/11/1969                                                  | Roma                                                        | Italia                                                      | 4 – 1                                                       | Galles                                                      | Qual. Mondiali 1970                                         | 3 Gigi Riva Alessandro Mazzola                                                    | All:F. Valcareggi Cap:G. Facchetti                          |
| 22/11/1969                                                  | Napoli                                                      | Italia                                                      | 3 – 0                                                       | Germania Est                                                | Qual. Mondiali 1970                                         | Angelo Domenghini Alessandro Mazzola Gigi Riva                                    | All:F. Valcareggi Cap:G. Facchetti                          |
| 21/02/1970                                                  | Madrid                                                      | Spagna                                                      | 2 – 2                                                       | Italia                                                      | Amichevole                                                  | Pietro Anastasi Gigi Riva                                                         | All:F. Valcareggi Cap:G. Facchetti                          |
| 10/05/1970                                                  | Oeiras                                                      | Portogallo                                                  | 1 – 2                                                       | Italia                                                      | Amichevole                                                  | 2 Gigi Riva                                                                       | All:F. Valcareggi Cap:G. Facchetti                          |
| 03/06/1970                                                  | Toluca                                                      | Italia                                                      | 1 – 0                                                       | Svezia                                                      | Mondiali 1970 - 1º Turno                                    | Angelo Domenghini                                                                 | All:F. Valcareggi Cap:G. Facchetti                          |
| 06/06/1970                                                  | Puebla                                                      | Italia                                                      | 0 – 0                                                       | Uruguay                                                     | Mondiali 1970 - 1º Turno                                    | -                                                                                 | All:F. Valcareggi Cap:G. Facchetti                          |
| 11/06/1970                                                  | Toluca                                                      | Italia                                                      | 0 – 0                                                       | Israele                                                     | Mondiali 1970 - 1º Turno                                    | -                                                                                 | All:F. Valcareggi Cap:G. Facchetti                          |
| 14/06/1970                                                  | Toluca                                                      | Italia                                                      | 4 – 1                                                       | Messico                                                     | Mondiali 1970 - Quarti                                      | 2 Gigi Riva Gianni Rivera autorete                                                | All:F. Valcareggi Cap:G. Facchetti                          |
| 17/06/1970                                                  | Città del Messico                                           | Italia                                                      | 4 – 3 dts                                                   | Germania Ovest                                              | Mondiali 1970 - Semif.                                      | Roberto Boninsegna Tarcisio Burgnich Gigi Riva Gianni Rivera                      | All:F. Valcareggi Cap:G. Facchetti                          |
| 21/06/1970                                                  | Città del Messico                                           | Brasile                                                     | 4 – 1                                                       | Italia                                                      | Mondiali 1970 - Finale                                      | Roberto Boninsegna                                                                | 2º Posto All:F. Valcareggi Cap:G. Facchetti                 |
| 17/10/1970                                                  | Berna                                                       | Svizzera                                                    | 1 – 1                                                       | Italia                                                      | Amichevole                                                  | Alessandro Mazzola                                                                | All:F. Valcareggi Cap:G. Facchetti                          |
| 31/10/1970                                                  | Vienna                                                      | Austria                                                     | 1 – 2                                                       | Italia                                                      | Qual. Euro 1972                                             | Giancarlo De Sisti Alessandro Mazzola                                             | All:F. Valcareggi Cap:G. Facchetti                          |
| 08/12/1970                                                  | Firenze                                                     | Italia                                                      | 3 – 0                                                       | Irlanda                                                     | Qual. Euro 1972                                             | Roberto Boninsegna Giancarlo De Sisti Pierino Prati                               | All:F. Valcareggi Cap:G. Facchetti                          |
| Totale                                                      |                                                             | Presenze                                                    | 70                                                          |                                                             | Reti                                                        | 150                                                                               |                                                             |